# Tommy Steele
Tommy Steele (eg. Thomas Hicks) OBE, född 17 december 1936 i Bermondsey, London, är en brittisk sångare och underhållare, som slog igenom som en något mjukare rocksångare än Elvis Presley, och ett tag var en rival till honom om populariteten.

## Biografi
År 1957 spelade Steele in filmen The Tommy Steele Story. Han övergick senare till att bli en allmän underhållnings- och musikalartist. Han hade en stor framgång på scen i London 1963 i musikalen Half a Sixpence, och sedan även på Broadway och i en filmversion. Half a Sixpence bygger på en roman av den kände engelske författaren, H.G. Wells, Kipps. 
Bland övriga succéer på teaterscenerna i Londons West End märks huvudrollen i Hans Christian Andersen (1974) och i Gene Kellys roll i musikalen Singing in the Rain (1989). Den senare var en enorm framgång, där det aldrig avslöjades hur det teatertekniskt gick till när Steele först framför det berömda sång- och dansnumret när det hällregnar, och minuten efteråt dyker upp på scenen igen, helt utan spår av att minuterna innan varit helt genomblöt. 
1983 publicerade Steele romanen The Final Run som utspelar sig under andra världskriget. Han har även skrivit barnboken Quincy, som filmatiserades 1979. 2006 publicerades hans självbiografi, Bermondsey Boy: Memories of a Forgotten World. Han har också gjort flera skulpturer som finns utställda på allmän plats.

## Diskografi
Soloalbum (urval)

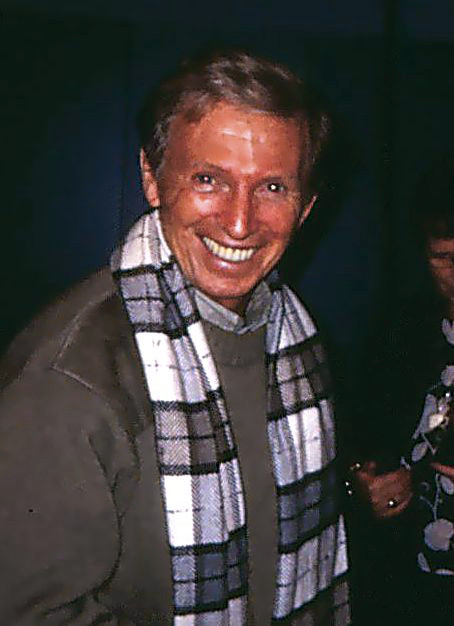
Tommy Steele, november 1999.

- 1957 – Tommy Steele Stage Show (UK #5)
- 1957 – The Tommy Steele Story (UK #1)
- 1958 – The Duke Wore Jeans (soundtrack) (UK #1)
- 1965 – Tommy Steele Everything's Coming Up BROADWAY
- 1974 – My Life, My Song

Solosinglar (topp 20 på UK Singles Chart)
- 1958 – "Come On, Let's Go" / "Put a Ring on Her Finger" (#10)
- 1959 – "Tallahassee Lassie" / "Give! Give! Give!" (#16)
- 1959 – "Little White Bull" / "Singing Time" (#6)
- 1960 – "What a Mouth (What a North and South)" / "Kookaburra" (#5)

Singlar med The Steelmen (topp 20 på UK Singles Chart)
- 1956 – "Rock With the Caveman" / "Rock Around the Town" (#13)
- 1956 – "Singing the Blues" / "Rebel Rock" (#1)
- 1957 – "Knee Deep in the Blues" / "Teenage Party" (#15)
- 1957 – "Butterfingers" / "Cannibal Pot" (#8)
- 1957 – "Water, Water" / "A Handful of Songs" (#5)
- 1957 – "Shiralee" / "Grandad's Rock" (#11)
- 1958 – "Happy Guitar" / "Princess" (#20)
- 1958 – "Nairobi" / "Neon Sign" (#3)
- 1958 – "The Only Man on the Island" / "I Puts the Lightie On" (#16)

## Filmer
- Kill Me Tomorrow (1955)
- The Tommy Steele Story (1957)
- The Duke Wore Jeans (1957)
- Tommy the Toreador (1959)
- Light Up the Sky! (1960) Skywatch i USA
- It's All Happening (1963) The Dream Maker i USA
- Half a Sixpence (1967)
- The Happiest Millionaire (1967)
- Finian's Rainbow (1968)
- Twelfth Night (1969) (TV produktion)
- Where's Jack? (1969)
- The Yeomen of the Guard (1978)
- Quincy's Quest (1979)